# Philippstaler (Spanische Niederlande)

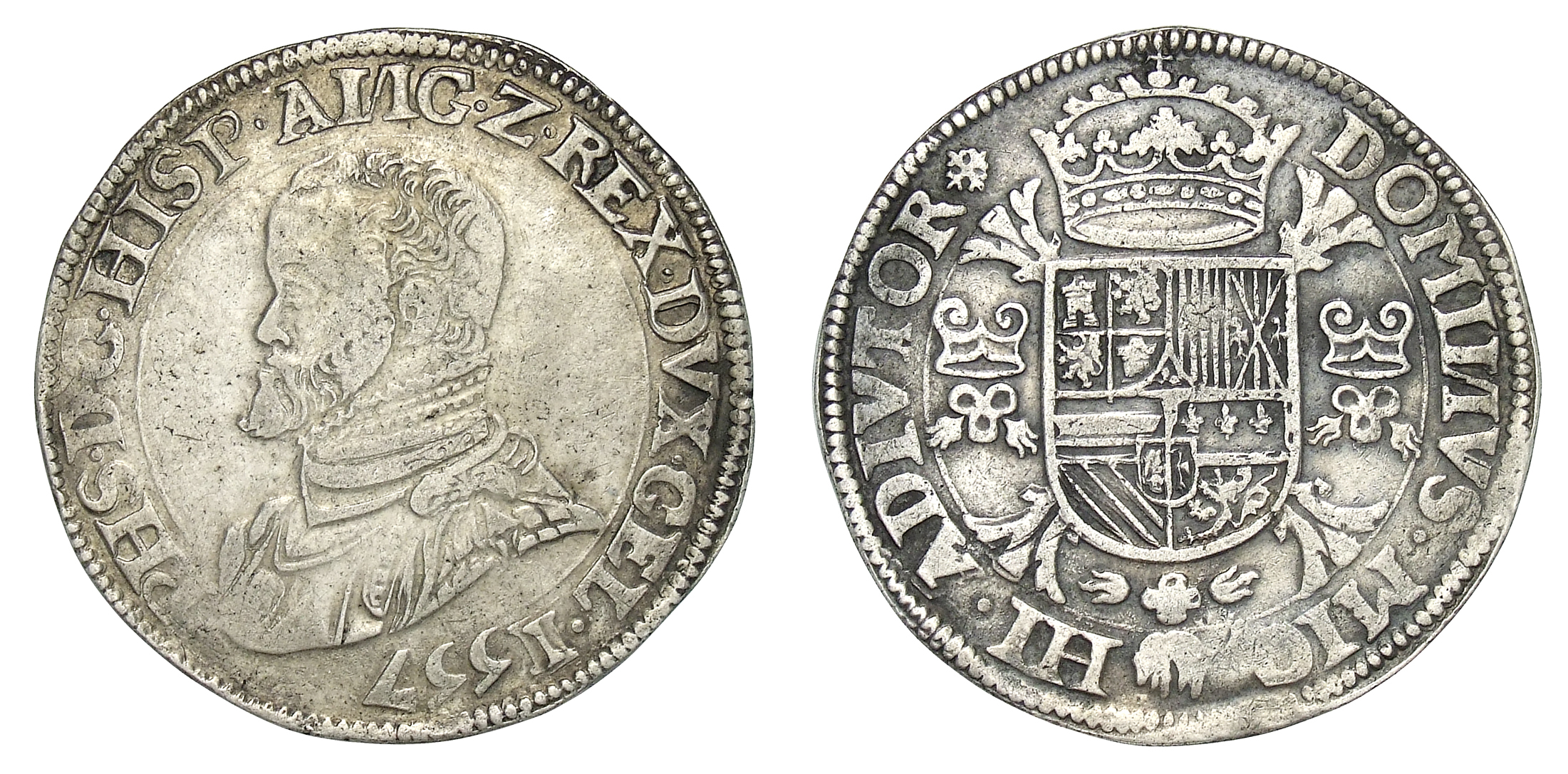
Philippstaler aus dem Jahr 1557 im Berliner Münzkabinett

Der Philippstaler, eigentlich Philipsdaaler, auch Philippustaler, Königstaler oder Tölpeltaler ist eine 1557 durch König Philipp II. von Spanien in seinen niederländischen Besitzungen ausgebrachte Silbermünze im Wert von 35 Stüber und wog 34,27 g mit einem Feingehalt von 0,833. 1575 wurde er mit 36 Stüber bewertet, Anfang des 17. Jahrhunderts mit 50 Stüber, schließlich mit 60 Stüber (= 3 Holländische Gulden oder 10 Flämische Schilling). Daneben wurden auch aliquote Teilstücke zu 1⁄2, 1⁄5, 1⁄10, 1⁄20 und 1⁄40 Philippstaler geprägt. In den übrigen Gebieten des Heiligen Römischen Reichs wurde der Philippstaler mit 10⁄9 Reichstalern (=100 rheinischen Kreuzern) umgerechnet, das in ganz Mitteleuropa verbreitete 1⁄5-Stück wurde als Königliches Kopfstück entsprechend mit 20, das 1⁄10-Stück mit 10 Kreuzern bewertet.
Die Vorderseite zeigt ein Brustbild Philipps II., die Rückseite das bekrönte spanische Wappen auf burgundischem Kreuz.